# Emathis portoricensis
Emathis portoricensis är en spindelart som beskrevs av Alexander Petrunkevitch 1930. Emathis portoricensis ingår i släktet Emathis och familjen hoppspindlar. Inga underarter finns listade i Catalogue of Life.